# Gran Premio degli Stati Uniti d'America 1961
Il Gran Premio degli Stati Uniti 1961 si è svolto domenica 8 ottobre 1961 sul circuito di Watkins Glen. La gara è stata vinta da Innes Ireland su Lotus (prima ed unica vittoria in carriera), seguito da Dan Gurney su Porsche e da Tony Brooks su Cooper.

## Vigilia
La Scuderia Ferrari decise di non prender parte, in quanto ancora in lutto per la scomparsa di Wolfgang von Trips avvenuta nel precedente gran premio.

## Qualifiche
| Pos | N° | Pilota            | Auto          | Squadra                    | Tempo  | Distacco |
| --- | -- | ----------------- | ------------- | -------------------------- | ------ | -------- |
| 1   | 1  | Jack Brabham      | Cooper-Climax | Cooper Car Company         | 1:17.0 | -        |
| 2   | 4  | Graham Hill       | BRM-Climax    | Owen Racing Organisation   | 1:18.1 | +1.1     |
| 3   | 7  | Stirling Moss     | Lotus-Climax  | RRC Walker Racing Team     | 1:18.2 | +1.2     |
| 4   | 2  | Bruce McLaren     | Cooper-Climax | Cooper Car Company         | 1:18.2 | +1.2     |
| 5   | 14 | Jim Clark         | Lotus-Climax  | Team Lotus                 | 1:18.3 | +1.3     |
| 6   | 5  | Tony Brooks       | BRM-Climax    | Owen Racing Organisation   | 1:18.3 | +1.3     |
| 7   | 12 | Dan Gurney        | Porsche       | Porsche System Engineering | 1:18.6 | +1.6     |
| 8   | 15 | Innes Ireland     | Lotus-Climax  | Team Lotus                 | 1:18.8 | +1.8     |
| 9   | 18 | John Surtees      | Cooper-Climax | Yeoman Credit Racing Team  | 1:18.9 | +1.9     |
| 10  | 11 | Jo Bonnier        | Porsche       | Porsche System Engineering | 1:18.9 | +1.9     |
| 11  | 22 | Masten Gregory    | Lotus-Climax  | UDT Laystall Racing Team   | 1:19.1 | +2.1     |
| 12  | 19 | Roy Salvadori     | Cooper-Climax | Yeoman Credit Racing Team  | 1:19.2 | +2.2     |
| 13  | 16 | Peter Ryan        | Lotus-Climax  | J Wheeler Autosport        | 1:20.0 | +3.0     |
| 14  | 60 | Walt Hansgen      | Cooper-Climax | Momo Corporation           | 1:20.4 | +3.4     |
| 15  | 21 | Olivier Gendebien | Lotus-Climax  | UDT Laystall Racing Team   | 1:20.5 | +3.5     |
| 16  | 6  | Roger Penske      | Cooper-Climax | John M Wyatt III           | 1:20.6 | +3.6     |
| 17  | 3  | Hap Sharp         | Cooper-Climax | Privato                    | 1:21.0 | +4.0     |
| 18  | 17 | Jim Hall          | Lotus-Climax  | Privato                    | 1:21.8 | +4.8     |
| 19  | 26 | Lloyd Ruby        | Lotus-Climax  | J Frank Harrison           | 1:21.8 | +4.8     |
| DNS | 23 | Ken Miles         | Lotus-Climax  | Louise Bryden-Brown        | -      | -        |

## Gara
I risultati del GP sono stati i seguenti:
| Pos | N° | Pilota            | Costruttore/Motore | Giri | Tempo/Ritiro     | Griglia | Punti |
| --- | -- | ----------------- | ------------------ | ---- | ---------------- | ------- | ----- |
| 1   | 15 | Innes Ireland     | Lotus-Climax       | 100  | 2:13:45.8        | 8       | 9     |
| 2   | 12 | Dan Gurney        | Porsche            | 100  | +4“3             | 7       | 6     |
| 3   | 5  | Tony Brooks       | BRM-Climax         | 100  | +49”0            | 6       | 4     |
| 4   | 2  | Bruce McLaren     | Cooper-Climax      | 100  | +58”0            | 4       | 3     |
| 5   | 4  | Graham Hill       | BRM-Climax         | 99   | +1 giro          | 2       | 2     |
| 6   | 11 | Jo Bonnier        | Porsche            | 98   | +2 giri          | 10      | 1     |
| 7   | 14 | Jim Clark         | Lotus-Climax       | 96   | +4 giri          | 5       |       |
| 8   | 6  | Roger Penske      | Cooper-Climax      | 96   | +4 giri          | 16      |       |
| 9   | 16 | Peter Ryan        | Lotus-Climax       | 96   | +4 giri          | 13      |       |
| 10  | 3  | Hap Sharp         | Cooper-Climax      | 93   | +7 giri          | 17      |       |
| 11  | 21 | Olivier Gendebien | Lotus-Climax       | 92   | +8 giri          | 15      |       |
| Rit | 19 | Roy Salvadori     | Cooper-Climax      | 96   | Motore           | 12      |       |
| Rit | 17 | Jim Hall          | Lotus-Climax       | 76   | Perdita          | 18      |       |
| Rit | 26 | Lloyd Ruby        | Lotus-Climax       | 76   | Magneto          | 19      |       |
| Rit | 7  | Stirling Moss     | Lotus-Climax       | 58   | Motore           | 3       |       |
| Rit | 1  | Jack Brabham      | Cooper-Climax      | 57   | Surriscaldamento | 1       |       |
| Rit | 22 | Masten Gregory    | Lotus-Climax       | 23   | Cambio           | 11      |       |
| Rit | 60 | Walt Hansgen      | Cooper-Climax      | 14   | Incidente        | 14      |       |
| Rit | 18 | John Surtees      | Cooper-Climax      | 0    | Motore           | 9       |       |

## Statistiche

### Piloti
- 1° e unica vittoria per Innes Ireland
- 4º e ultimo podio per Innes Ireland
- 10º e ultimo podio per Tony Brooks
- 1º Gran Premio per Walt Hansgen, Roger Penske e Hap Sharp
- 1° e unico Gran Premio per Ken Miles e Peter Ryan
- Ultimo Gran Premio per Stirling Moss, Olivier Gendebien, Tony Brooks e Lloyd Ruby

### Costruttori
- 5° vittoria per la Lotus
- 10ª pole position per la Cooper

### Motori
- 18ª vittoria per il motore Climax

### Giri al comando
- Stirling Moss (1-5, 16, 24-25, 34-35, 39-58)
- Jack Brabham (6-15, 17-23, 26-33, 36-38)
- Innes Ireland (59-100)

## Classifiche Mondiali

### Piloti
| Pos | Pilota             | Punti   |
| --- | ------------------ | ------- |
| 1   | Phil Hill          | 34 (38) |
| 2   | Wolfgang von Trips | 33      |
| 3   | Stirling Moss      | 21      |
|     | Dan Gurney         | 21      |
| 5   | Richie Ginther     | 16      |
| 6   | Innes Ireland      | 12      |
| 7   | Jim Clark          | 11      |
|     | Bruce McLaren      | 11      |
| 9   | Giancarlo Baghetti | 9       |
| 10  | Tony Brooks        | 6       |
| 11  | John Surtees       | 4       |
|     | Jack Brabham       | 4       |
| 13  | Olivier Gendebien  | 3       |
|     | Jackie Lewis       | 3       |
|     | Jo Bonnier         | 3       |
|     | Graham Hill        | 3       |
| 17  | Roy Salvadori      | 2       |

### Costruttori
| Pos | Team          | Punti   |
| --- | ------------- | ------- |
| 1   | Ferrari       | 40 (52) |
| 2   | Lotus-Climax  | 32      |
| 3   | Porsche       | 22 (23) |
| 4   | Cooper-Climax | 14 (18) |
| 5   | BRM-Climax    | 7       |